# Primula tibetica
Primula tibetica är en viveväxtart som beskrevs av David Allan Poe Watt. Primula tibetica ingår i släktet vivor, och familjen viveväxter. Inga underarter finns listade i Catalogue of Life.